# 281

## Събития
Римска империя
- Император Проб се завръща в Рим, където празнува победата си над Вандалите и узурпаторите (Бонос, Юлий Сатурнин и Прокул).